# Nella stanza 26
Nella stanza 26 è il nono album in studio del cantante italiano Nek, pubblicato il 17 novembre 2006 dalla Warner Music Italy.
I singoli estratti sono Instabile, Notte di febbraio e Nella stanza 26; con quest'ultimo ha vinto, nel 2007, il Premio Lunezia Poesia del Rock per il valore musical-letterario.

## Il disco
Il brano Nella stanza 26 nasce da una lettera anonima arrivata al fanclub dell'artista. Con questa lettera una ragazza dell'est ha raccontato il suo dramma: è costretta a prostituirsi per mantenere se stessa e la sua famiglia. Nek ha voluto mettere in musica questa triste realtà, immaginando un finale positivo in cui lei riesce a liberarsi da questa schiavitù. Per questa canzone gli viene assegnato il Premio Lunezia Poesia del Rock 2007.
L'album contiene, oltre ai singoli già citati, Sei, Serenità e Fumo (scritte da Franco Fasano e dal giovane cantautore bresciano Andrea Amati), in cui per la prima volta il cantante si propone nella veste di interprete.
È il terzo album in cui è presente Daniele Ronda ed è il secondo in cui è presente Andrea Amati, il penultimo in cui è presente Antonello De Sanctis.

## Tracce

### Nella stanza 26
1. Notte di febbraio – 4:08 (Andrea Amati e Nek)
2. Cri – 3:39 (testo: Antonello de Sanctis, Daniele Ronda, Disi Melotti – musica: Daniele Ronda)
3. Instabile – 3:32 (Andrea Amati, Nek)
4. Fumo – 3:05 (Andrea Amati)
5. Attimi – 4:08 (testo: Antonello de Sanctis – musica: Nek)
6. Nella stanza 26 – 3:43 (testo: Antonello de Sanctis – musica: Nek)
7. Sei – 3:24 (testo: Antonello de Sanctis – musica: Daniele Ronda)
8. Ancora un giorno di te – 3:02 (testo: Antonello de Sanctis – musica: Daniele Ronda)
9. Serenità – 3:46 (Andrea Amati)
10. Contro le mie ombre – 3:17 (testo: Antonello de Sanctis – musica: Nek, Emiliano Fantuzzi)

### En el cuarto 26
1. Noche de febrero – 4:08 (Andrea Amati e Nek - adatt. spagnolo: Mila Ortiz Martin)
2. Vertigo – 3:39 (testo: Antonello de Sanctis, Daniele Ronda, Disi Melotti - adatt. spagnolo: Mila Ortiz Martin – musica: Daniele Ronda)
3. Para ti sería – 3:32 (testo: Antonello de Sanctis, Nek - adatt. spagnolo: Ignacio Ballesteros – musica: Nek, Daniele Ronda) – Tratto dall'album Una parte de mí (2005)
4. Humo – 3:06 (Andrea Amati - adatt. spagnolo: Mila Ortiz Martin)
5. En el cuarto 26 – 4:08 (testo: Antonello de Sanctis, Nek - adatt. spagnolo: Mila Ortiz Martin – musica: Nek)
6. A contramano – 3:29 (Andrea Amati - adatt. spagnolo: Ignacio Ballesteros) – Tratto dall'album Una parte de mí (2005)
7. Instantes – 3:24 (Antonello de Sanctis - adatt. spagnolo: Mila Ortiz Martin)
8. Tú – 3:02 (testo: Antonello de Sanctis - adatt. spagnolo: Mila Ortiz Martin – musica: Daniele Ronda)
9. Serenidad – 3:46 (Andrea Amati - adatt. spagnolo: Mila Ortiz Martin)
10. Darei di più di tutto quel che ho (Bonus track in italiano) – 3:30 (testo: Antonello de Sanctis, Nek – musica: Nek) – tratto dall'album Una parte di me (2005)

### En el cuarto 26 (Edición especial 2007)
1. Noche de febrero – 4:08 (Andrea Amati e Nek - adatt. spagnolo: Mila Ortiz Martin)
2. Vertigo – 3:39 (testo: Antonello de Sanctis, Daniele Ronda, Disi Melotti - adatt. spagnolo: Mila Ortiz Martin – musica: Daniele Ronda)
3. Para ti sería – 3:32 (testo: Antonello de Sanctis, Nek - adatt. spagnolo: Ignacio Ballesteros – musica: Nek, Daniele Ronda) – Tratto dall'album Una parte de mí (2005)
4. Humo – 3:06 (Andrea Amati - adatt. spagnolo: Mila Ortiz Martin)
5. En el cuarto 26 – 4:08 (testo: Antonello de Sanctis, Nek - adatt. spagnolo: Mila Ortiz Martin – musica: Nek)
6. A contramano – 3:29 (Andrea Amati - adatt. spagnolo: Ignacio Ballesteros) – Tratto dall'album Una parte de mí (2005)
7. Instantes – 3:24 (Antonello de Sanctis - adatt. spagnolo: Mila Ortiz Martin)
8. Tú – 3:02 (testo: Antonello de Sanctis - adatt. spagnolo: Mila Ortiz Martin – musica: Daniele Ronda)
9. Serenidad – 3:46 (Andrea Amati - adatt. spagnolo: Mila Ortiz Martin)
10. Darei di più di tutto quel che ho – 3:30 (testo: Antonello de Sanctis, Nek – musica: Nek) – Tratto dall'album Una parte di me (2005)
11. Para ti sería (feat. El Sueño de Morfeo) – 3:34 (testo: Antonello de Sanctis, Nek - adatt. spagnolo: Ignacio Ballesteros – musica: Nek, Daniele Ronda)

## Formazione
- Nek – voce, chitarra elettrica, chitarra acustica, basso, cori
- Cesare Chiodo – basso
- Massimo Pacciani – batteria
- Alfredo Golino – batteria addizionale
- Max Costa – tastiera
- Emiliano Fantuzzi – basso, programmazione, chitarra elettrica, slide guitar, tastiera
- Alex Bagnoli – programmazione
- Dado Parisini – tastiera, organo Hammond
- Paolo Costa – basso
- Roberto Gualdi – batteria
- Vittorio Giannelli – programmazione
- Luciano Galloni – batteria addizionale
- Gabriele Cicognani – basso
- Pier Foschi – batteria
- Massimo Varini – chitarra elettrica, cori

## Classifiche

### Classifiche settimanali
| Classifica (2006-07) | Posizione massima |
| -------------------- | ----------------- |
| Italia               | 5                 |
| Messico              | 79                |
| Spagna               | 56                |
| Svizzera             | 5                 |

### Classifiche di fine anno
| Classifica (2006) | Posizione |
| ----------------- | --------- |
| Italia            | 43        |
| Svizzera          | 99        |